# Goalball na Letnich Igrzyskach Paraolimpijskich 2012
Goalball na Letnich Igrzyskach Paraolimpijskich 2012 w Londynie rozgrywany był między 30 sierpnia – 7 września, w hali Copper Box.

## Kwalifikacje
Do igrzysk zakwalifikowało się 12 drużyn – w turnieju mężczyzn, i 10 – w turnieju kubiet.
Drużyny zakwalifikowane do turnieju mężczyzn:
- Wielka Brytania – Gospodarz
- Litwa – Mistrzostwa Świata w Goalballu 2010
- Chiny – Mistrzostwa Świata w Goalballu 2010
- Iran – Mistrzostwa Świata w Goalballu 2010
- Korea Południowa – Asian Para Games 2010
- Finlandia – Interkontynentalny Turniej Kwalifikacyjny (Antalya, Turcja)
- Belgia – Interkontynentalny Turniej Kwalifikacyjny (Antalya, Turcja)
- Turcja – Interkontynentalny Turniej Kwalifikacyjny (Antalya, Turcja)
- Kanada – Interkontynentalny Turniej Kwalifikacyjny (Antalya, Turcja)
- Szwecja – Mistrzostwa Europy 2011
- Algieria – Mistrzostwa Afryki i Oceanii 2011
- Brazylia – Parapan American Games 2011

Drużyny zakwalifikowane do turnieju kobiet:
- Wielka Brytania – Gospodarz
- Stany Zjednoczone – Mistrzostwa Świata w Goalballu 2010
- Chiny – Mistrzostwa Świata w Goalballu 2010
- Szwecja – Mistrzostwa Świata w Goalballu 2010
- Japonia – Asian Para Games 2010
- Finlandia – Interkontynentalny Turniej Kwalifikacyjny (Antalya, Turcja)
- Kanada – Interkontynentalny Turniej Kwalifikacyjny (Antalya, Turcja)
- Dania – Mistrzostwa Europy 2011
- Australia – Mistrzostwa Afryki i Oceanii 2011
- Brazylia – Parapan American Games 2011

## Medaliści
| Konkurencja                  | Złoto     | Srebro   | Brąz    |
| Turniej mężczyzn (szczegóły) | Finlandia | Brazylia | Turcja  |
| Turniej kobiet (szczegóły)   | Japonia   | Chiny    | Szwecja |

## Tabela medalowa
| Miejsce | Państwo   | Złoto | Srebro | Brąz | Razem |
| ------- | --------- | ----- | ------ | ---- | ----- |
| 1.      | Finlandia | 1     | 0      | 0    | 1     |
| 1.      | Japonia   | 1     | 0      | 0    | 1     |
| 3.      | Brazylia  | 0     | 1      | 0    | 1     |
| 3.      | Chiny     | 0     | 1      | 0    | 1     |
| 5.      | Szwecja   | 0     | 0      | 1    | 1     |
| 5.      | Turcja    | 0     | 0      | 1    | 1     |